# 酒田站

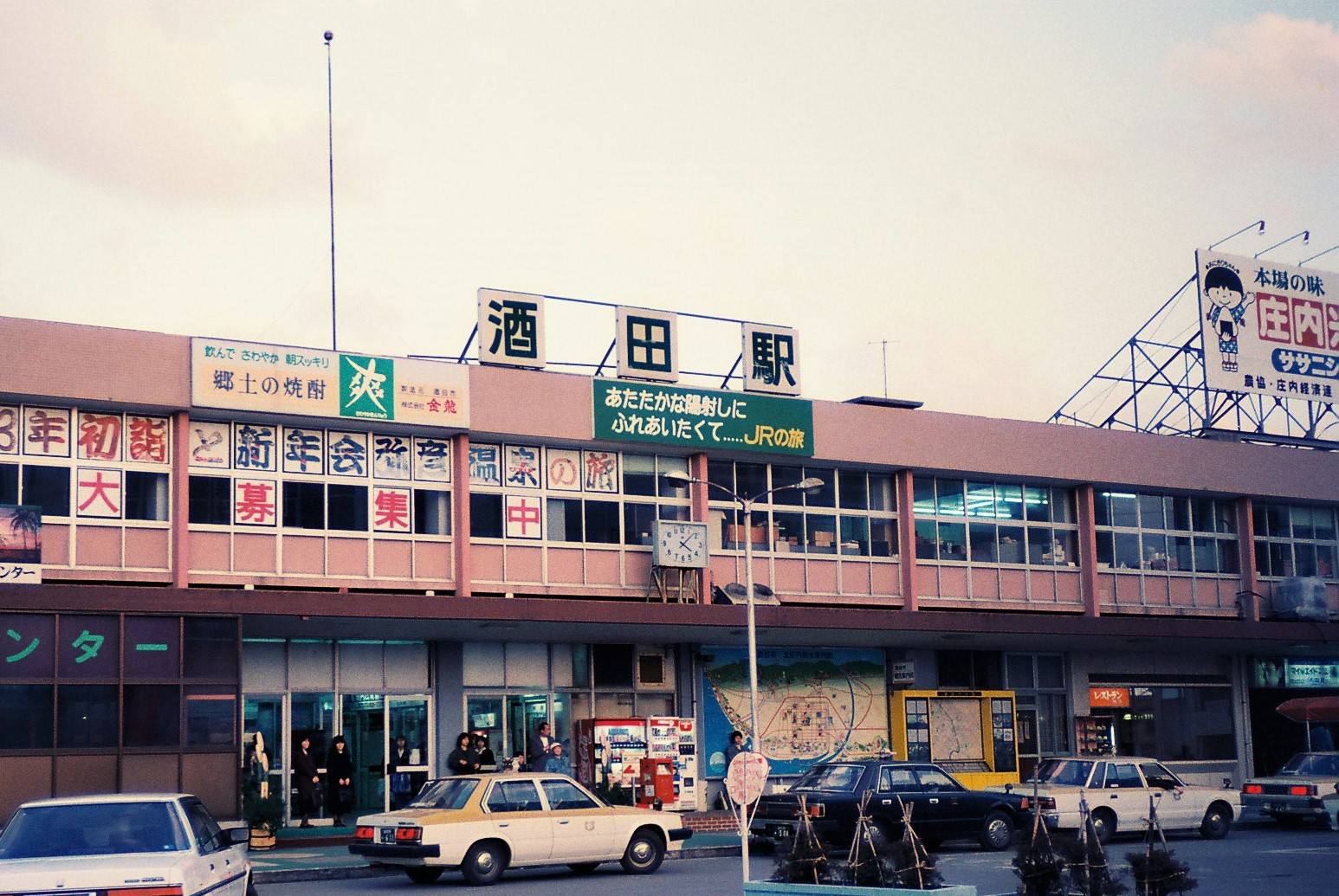
1987年的酒田車站

酒田站（日语：／ Sakata eki */?）是位於山形縣酒田市幸町，屬於東日本旅客鐵道（JR東日本）的羽越本線車站。

## 駛入此站的路線
陸羽西線列車會從余目站駛入至羽越本線至此站。日本貨物鐵道（JR貨物）羽越本線的貨物支線在此站分支往酒田港站。

## 歷史
- 1914年（大正3年）12月24日：酒田線余目站至酒田站開業，此站啟用。
- 1917年（大正6年）11月1日：新庄站至酒田站之間改名為陸羽西線。
- 1919年（大正8年）12月5日：陸羽西線酒田站至遊佐站之間開業。
- 1924年（大正13年）4月20日：陸羽西線鼠關站至羽後岩谷站之間編入至羽越線。
- 1925年（大正14年）11月20日：隨著支線與赤谷線啟用，羽越線改名為羽越本線。
- 1934年（昭和9年）5月2日：車站大樓重建（第2代車站大樓）。
- 1960年（昭和35年）12月15日：車站大樓重建（第3代車站大樓）。
- 1966年（昭和41年）5月：開設綠色窗口。
- 1973年（昭和48年）4月：開設旅行中心。
- 1975年（昭和50年）3月10日：終止貨物起卸業務。成為旅客車站。
- 1984年（昭和59年）2月：位於此站的列車車廠終束使用。
- 1985年（昭和60年）3月：新設電動列車特急停泊設施。
- 1987年（昭和62年）4月1日：伴隨國鐵分割民營化，車站由東日本旅客鐵道（JR東日本）營運。
- 2005年（平成17年）12月8日：設置自動閘機。
- 2006年（平成18年）2月28日：加設升降機。
- 2008年（平成20年）12月7日：加設指定席售票機。
- 2019年（平成31年）3月29日：在當日起View Plaza結業。

## 車站構造
本站是地面車站。在旅客用的月台方面，設有1面1線的單式月台、1面2線的島式月台和1線的缺角式月台（位於單式月台靠近村上方向），共設有2面4線的月台。各月台之間透過跨線橋連接。在貨物用的月台方面，於旅客單式月台靠近秋田一方設有2線的缺角式月台，為酒田港線貨物列車的發著線。在3號月台東邊設有2條沒有月台的貨物著發線（4號與5號線）。另外也有多條側線和留置線。
此站是直營車站和管理車站，並管理鼠關站至東酒田站各車站（除自行管理的鶴岡站）。站內的車站大廳設有觀光詢問處、綠色窗口、輕觸式自動售票機、指定席售票機、自動閘機（不支援Suica）、NewDays KIOSK、投幣式儲物櫃、室內候車室和廁所（位於車站大樓右邊）等。同時車站內部也內設有糖果店「清川屋」酒田站店和山形縣警察酒田警署的站前派出所。

### 月台
| 月台 | 路線      | 上下行               | 方向                       |
| ---- | --------- | -------------------- | -------------------------- |
| 0    | ■陸羽西線 | -                    | 新庄方向                   |
| 0    | ■羽越本線 | 上行                 | 鶴岡、村上、新津、新潟方向 |
| 1    | ■羽越本線 | 下行                 | 秋田、青森方面             |
| 2    | ■羽越本線 | 下行                 | 秋田、青森方面             |
| 上行 | ■羽越本線 | 鶴岡、新津、新潟方向 |                            |
| 上行 | ■羽越本線 | 鶴岡、新津、新潟方向 | 3                          |

- 曾經車站鄰近酒田機關區、酒田客貨車區（現時為：酒田運輸區（日语：酒田運輸区）），在該處配備蒸氣機車和客車。轉車盤仍然存在。在1985年（昭和60年）3月前，該處存放了EF81形電力機車。在1993年（平成5年）6月前，該處存放了50系客車（日语：国鉄50系客車）。在之後便沒有存放車輛。
- 在2015年，為了紀念酒田站啟用100周年。於1號月台展示了SL9600形（9632號）。該9632號曾經在日和山公園靜態保存。

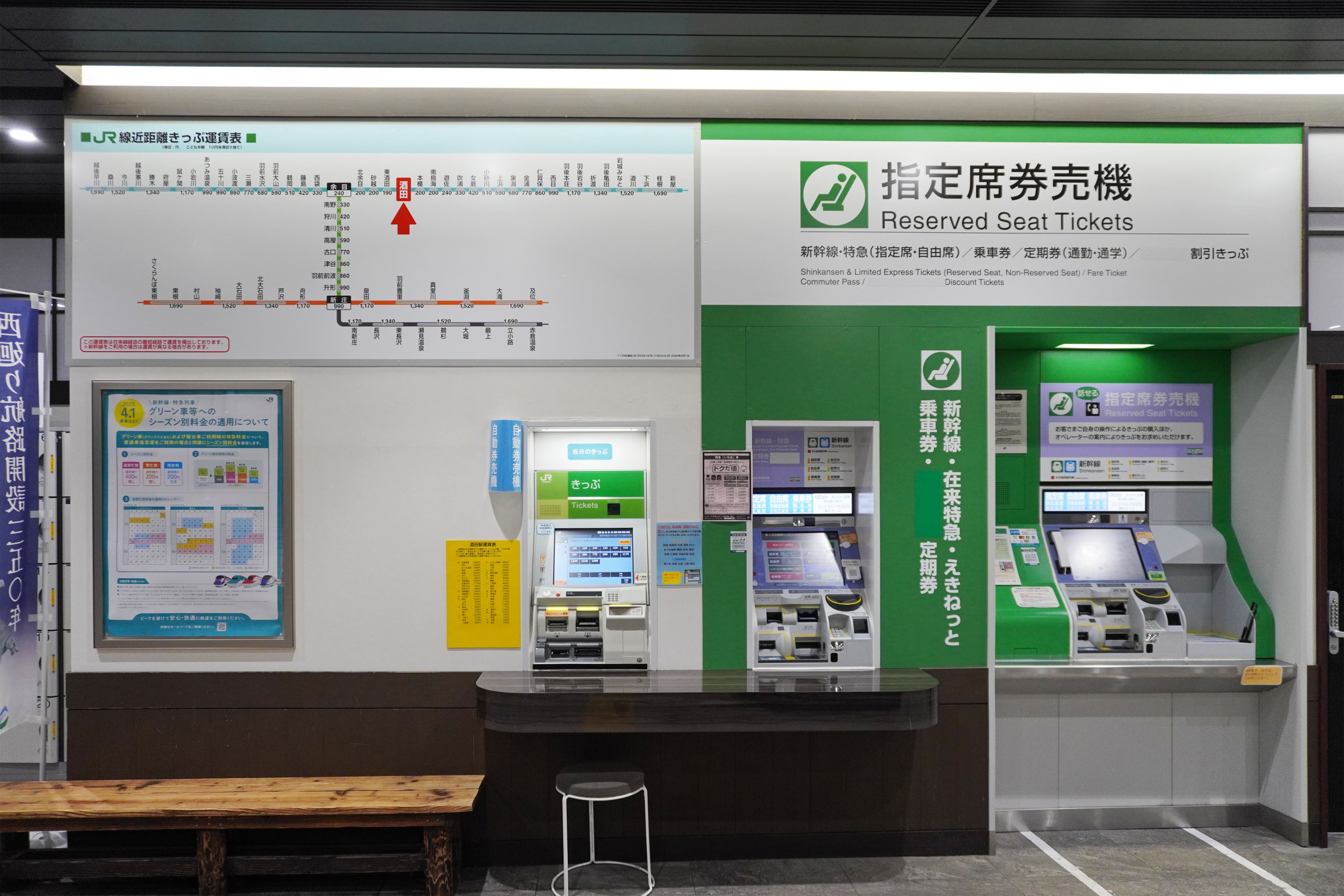
自動售票機（2023年7月）
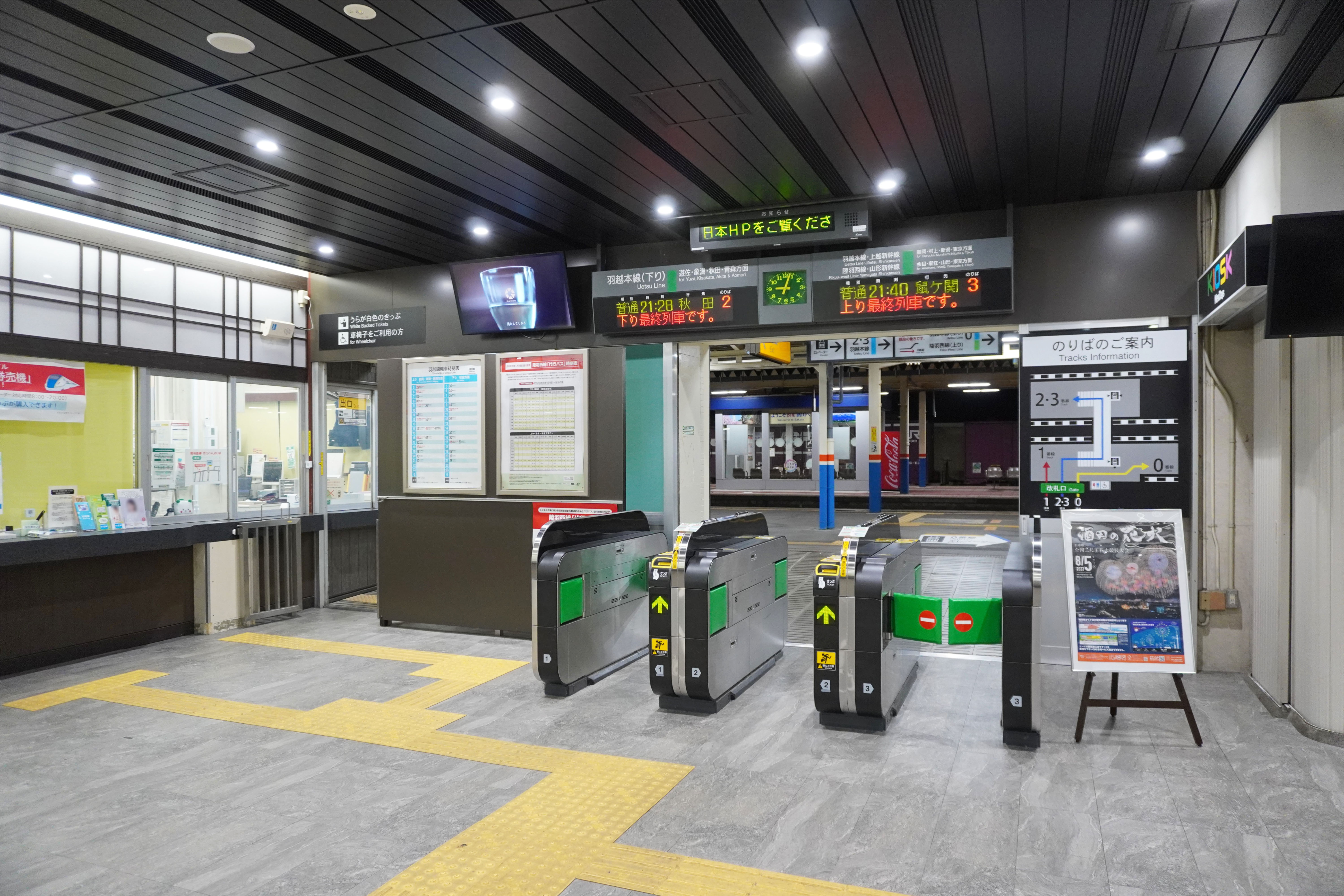
驗票閘口（2023年7月）
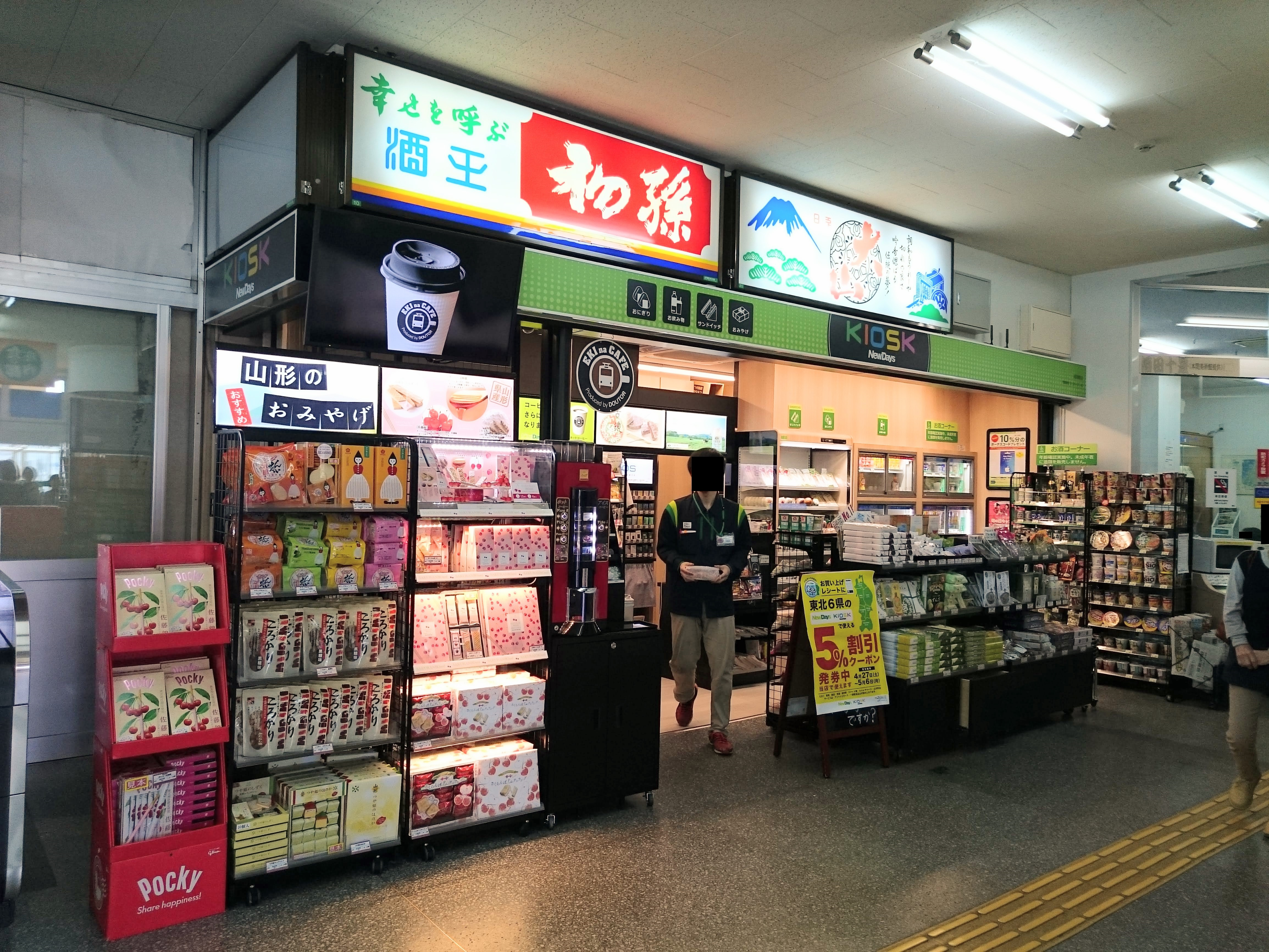
KIOSK（NewDays）
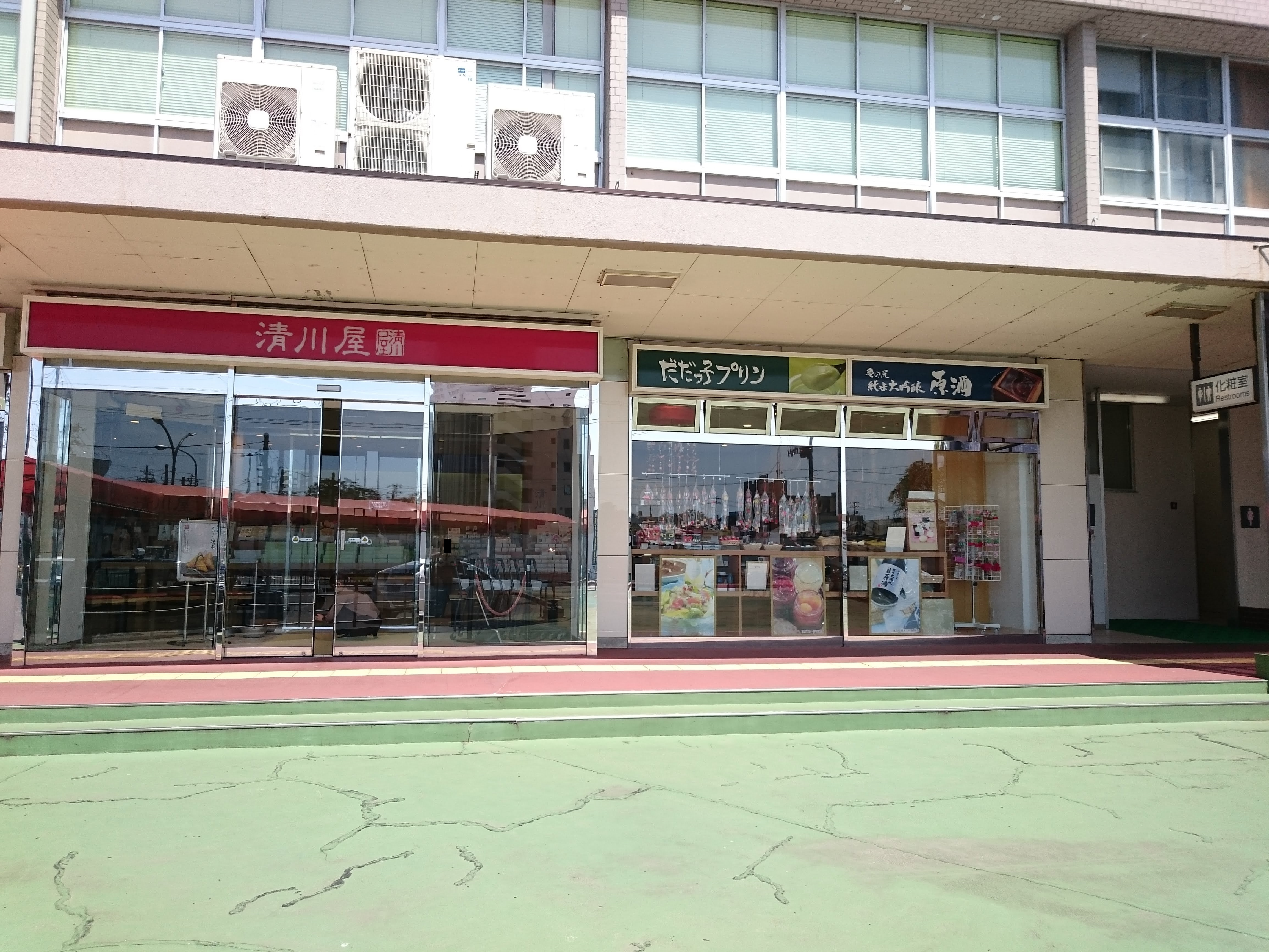
清川屋
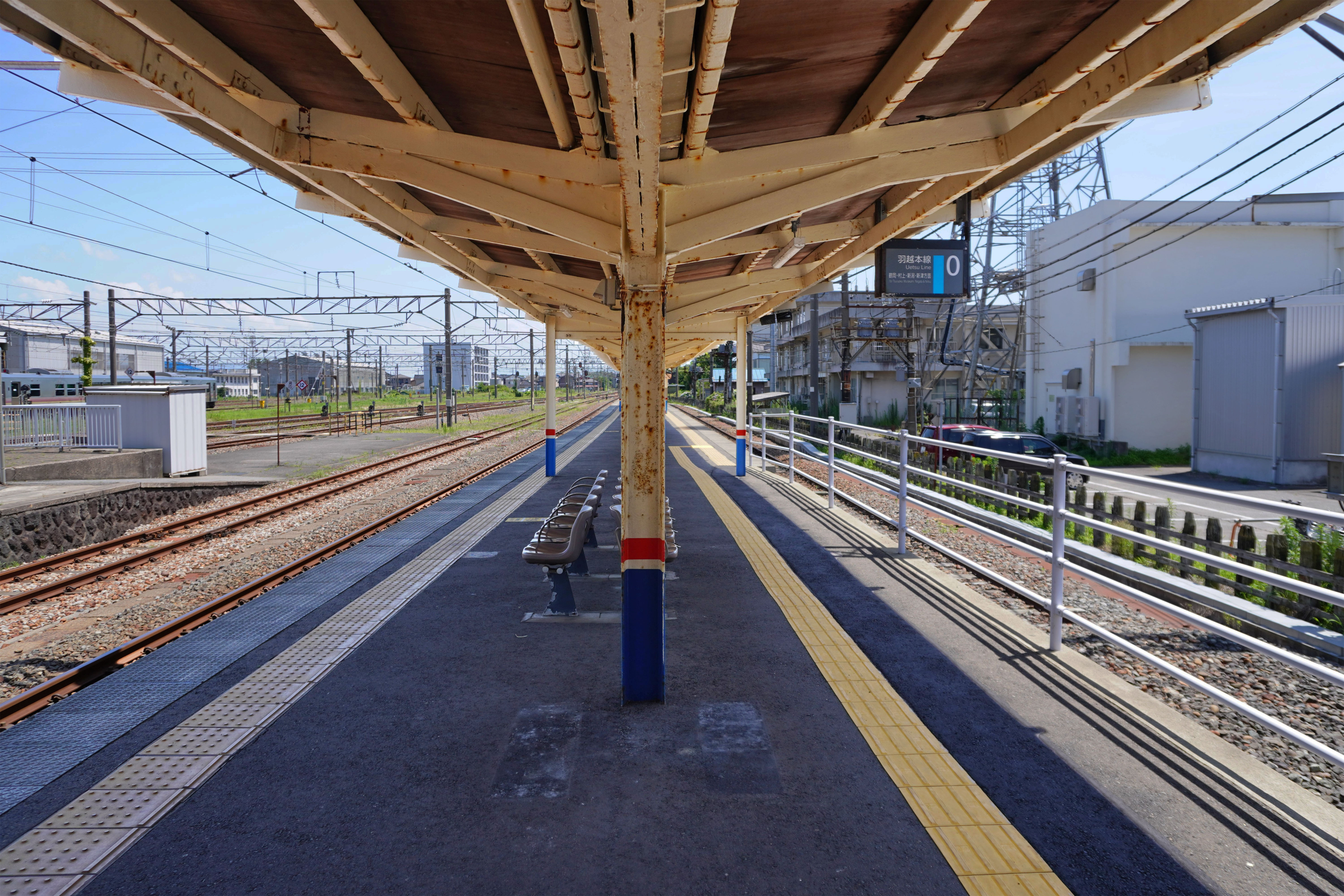
0號與1號月台（2023年7月）
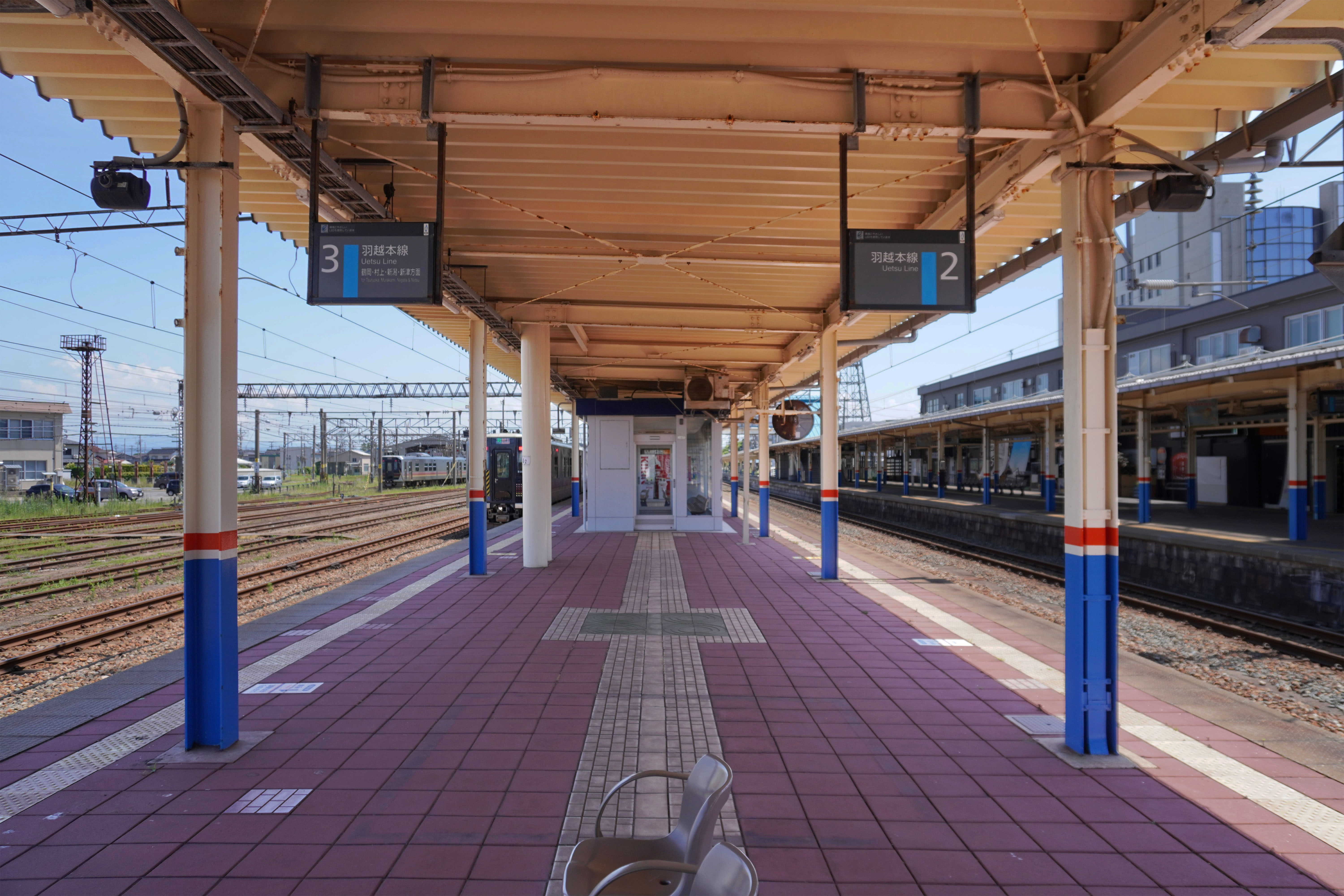
2號與3號月台（2023年7月）

## 車站便當
現時此站沒有售賣車站便堂。在2005年10尾酒田便堂販賣結業前，提供了以下便當：
- 閃亮閃亮上越便堂

鶴岡市食品公司在清川屋（於車站內）商店販賣御強便當。

## 使用狀況
根據JR東日本資料，在2019年度（令和元年度）1日平均乘車人次為1,114人。
以下列出近年乘車人次變化：
| 年度               | 1日平均 乘車人次 | 參考資料        |
| ------------------ | ---------------- | --------------- |
| 2000年（平成12年） | 2,213            | [ 利用客数 2 ]  |
| 2001年（平成13年） | 2,149            | [ 利用客数 3 ]  |
| 2002年（平成14年） | 2,046            | [ 利用客数 4 ]  |
| 2003年（平成15年） | 1,920            | [ 利用客数 5 ]  |
| 2004年（平成16年） | 1,858            | [ 利用客数 6 ]  |
| 2005年（平成17年） | 1,793            | [ 利用客数 7 ]  |
| 2006年（平成18年） | 1,717            | [ 利用客数 8 ]  |
| 2007年（平成19年） | 1,686            | [ 利用客数 9 ]  |
| 2008年（平成20年） | 1,583            | [ 利用客数 10 ] |
| 2009年（平成21年） | 1,542            | [ 利用客数 11 ] |
| 2010年（平成22年） | 1,369            | [ 利用客数 12 ] |
| 2011年（平成23年） | 1,347            | [ 利用客数 13 ] |
| 2012年（平成24年） | 1,319            | [ 利用客数 14 ] |
| 2013年（平成25年） | 1,313            | [ 利用客数 15 ] |
| 2014年（平成26年） | 1,228            | [ 利用客数 16 ] |
| 2015年（平成27年） | 1,224            | [ 利用客数 17 ] |
| 2016年（平成28年） | 1,217            | [ 利用客数 18 ] |
| 2017年（平成29年） | 1,173            | [ 利用客数 19 ] |
| 2018年（平成30年） | 1,159            | [ 利用客数 20 ] |
| 2019年（令和元年） | 1,114            | [ 利用客数 1 ]  |

## 車站周邊
- 國道112號（日语：国道112号）
- 酒田市政廳
- 日和山公園
- 酒田站前郵局
- 酒田市立資料館
- 本間美術館

## 巴士路線
在站前迴旋路兩邊的路上設有「酒田站前」和「酒田站正面口」巴士站。在東出口設有「站東地下道前」巴士站。庄內交通設有路線停「酒田站前」，酒田市福祉乘合巴士設有路線停上述3個巴士站。曾經，於站前設有由庄交與其他公司聯營的城際巴士停靠於站前，現時需要前往庄交巴士總站才能乘搭。庄交和市営市區循環線是不同的路線。
- 庄內交通 - 市內循環、庄內機場、鶴岡、湯野濱溫泉（日语：湯野浜温泉）、余目、八重濱、古湊、觀音寺、山寺川先方向
- 酒田市福祉乘合巴士（日语：酒田市福祉乗合バス） - 市內循環、東北公益文科大學（日语：東北公益文科大学）、日本海綜合醫院（日语：日本海総合病院）方向

## 其他
- 在1983年，國鐵新潟鐵道管理局（現時：JR東日本新潟分社。貨物部分為R貨物新潟分店）協助拍攝「西部警察 PART-III（日语：西部警察 PART-III）」第23集，當時的取景場地是在此站至酒田港之間的貨物線，以及車站站長室和1號月台。
- 由於此站是酒田市的玄關口，同時設有大型近代風格的車站大樓。因此在2002年被選為東北車站百選之其中一座車站。

## 相鄰車站
東日本旅客鐵道
■羽越本線
- 特急「稻穗」停車站

東酒田－酒田－本楯
■陸羽西線（余目站至酒田站之間為羽越本線直通區間）
□快速「最上川」
余目－酒田
■普通
東酒田－酒田
日本貨物鐵道
羽越本線貨物支線
酒田－酒田港

## 注腳

### 使用狀況
1. 1 2  . 東日本旅客鉄道.   [2020-07-13]. （原始内容存档于2020-07-11） （日语）.
2. ↑  . 東日本旅客鉄道.   [2019-02-27]. （原始内容存档于2019-03-27） （日语）.
3. ↑  . 東日本旅客鉄道.   [2019-02-27]. （原始内容存档于2019-03-27） （日语）.
4. ↑  . 東日本旅客鉄道.   [2019-02-27]. （原始内容存档于2019-03-27） （日语）.
5. ↑  . 東日本旅客鉄道.   [2019-02-27]. （原始内容存档于2019-03-27） （日语）.
6. ↑  . 東日本旅客鉄道.   [2019-02-27]. （原始内容存档于2019-03-27） （日语）.
7. ↑  . 東日本旅客鉄道.   [2019-02-27]. （原始内容存档于2019-03-27） （日语）.
8. ↑  . 東日本旅客鉄道.   [2019-02-27]. （原始内容存档于2019-03-27） （日语）.
9. ↑  . 東日本旅客鉄道.   [2019-02-27]. （原始内容存档于2019-04-02） （日语）.
10. ↑  . 東日本旅客鉄道.   [2019-02-27]. （原始内容存档于2019-03-27） （日语）.
11. ↑  . 東日本旅客鉄道.   [2019-02-27]. （原始内容存档于2019-03-27） （日语）.
12. ↑  . 東日本旅客鉄道.   [2019-02-27]. （原始内容存档于2019-03-27） （日语）.
13. ↑  . 東日本旅客鉄道.   [2019-02-27]. （原始内容存档于2019-03-27） （日语）.
14. ↑  . 東日本旅客鉄道.   [2019-02-27]. （原始内容存档于2018-10-26） （日语）.
15. ↑  . 東日本旅客鉄道.   [2019-02-27]. （原始内容存档于2016-04-04） （日语）.
16. ↑  . 東日本旅客鉄道.   [2019-02-27]. （原始内容存档于2019-03-27） （日语）.
17. ↑  . 東日本旅客鉄道.   [2019-02-27]. （原始内容存档于2019-03-23） （日语）.
18. ↑  . 東日本旅客鉄道.   [2019-02-27]. （原始内容存档于2017-07-29） （日语）.
19. ↑  . 東日本旅客鉄道.   [2019-02-27]. （原始内容存档于2018-07-06） （日语）.
20. ↑  . 東日本旅客鉄道.   [2019-07-21]. （原始内容存档于2019-07-05） （日语）.

## 外部連結
- 車站資訊（酒田）：東日本旅客鐵道（日語）